# Pietro de Luna (duca)
Pietro Giulio de Luna Salviati, duca di Bivona (Caltabellotta, 1524 circa – Caltabellotta, 1575), è stato un nobile, politico e militare italiano di origine spagnola del XVI secolo.

## Biografia
(Vincenzo Di Giovanni, Palermo restaurata, 1872)
Nacque a Caltabellotta, feudo comitale della famiglia De Luna nel Val di Mazara, presumibilmente verso il 1524 da Sigismondo dei Conti di Caltabellotta, e dalla di lui consorte la nobildonna fiorentina Luisa Salviati de' Medici, di cui era il primo di tre figli. Ai primi di agosto del 1529, seguì con la madre il padre fuggiasco dall'isola perché ricercato dalle forze regie come uno dei protagonisti del cosiddetto Secondo caso di Sciacca, che vide i Luna e i Perollo, e i rispettivi partigiani, scontrarsi sanguinosamente in Sciacca dal 19 al 23 luglio. La famiglia si rifugiò a Roma dove ebbe la protezione di papa Clemente VII, zio della madre.
Nel 1530, il padre Sigismondo, addolorato per non aver ricevuto il perdono dall'Imperatore, morì suicida gettandosi sul Tevere e qualche anno più tardi Pietro fece ritorno coi suoi familiari in Sicilia. Per intercessione del prozio Celemente VII, che riuscì a convincere Carlo V alla revoca della confisca dei beni, con privilegio imperiale del 5 dicembre 1534, i De Luna ottennero la restituzione dei beni confiscatigli dal Regio Fisco, con cui al medesimo Pietro fu riconosciuto il diritto a succedere al nonno paterno Giovanni Vincenzo de Luna Rosso, IX conte di Caltabellotta.
Nel 1539, il Luna, con il favore del presidente del Regno, Giovanni Tagliavia d'Aragona, marchese di Terranova, si recò alla corte imperiale per fare atto di devozione al Sovrano, da cui ottenne il perdono. Ormai reintegrato nella posizione tradizionale della sua famiglia, fu nominato dal Marchese di Terranova, capitano d'armi; il 9 maggio 1547, fu investito del feudo di San Giovanni e di altre terre della Contea di Sclafani avuti in donazione dal nonno il Conte Gian Vincenzo, ed il 9 ottobre successivo, nel Parlamento tenutosi in Messina, fu eletto deputato del Regno. Due anni dopo, il 6 febbraio 1549, per la morte del nonno paterno, entrò in possesso di tutti i feudi della famiglia, ricevendo le relative investiture e assumendo il titolo di Conte di Caltabellotta. Nell'aprile dello stesso anno, fu eletto nuovamente deputato del Regno e nello stesso mese fu nominato stratigoto di Messina. In quest'ultimo ruolo, il Luna agevolò la penetrazione della Compagnia di Gesù in Sicilia, e nel 1550, a Messina fu aperto il primo collegio universitario gesuita dell'isola. Nel 1553-55, fu vicario generale per il Val di Mazara.
I rapporti tessuti con i Gesuiti permisero al Luna di trovare moglie: la nobildonna spagnola Isabel de Vega y Osório, figlia di Juan, signore del Grajal e di Eleonora Osorio, molto religiosa e devota, ebbe un fitto scambio epistolare con Ignazio di Loyola, di cui era figlia spirituale. Il Loyola gli suggerì di sposare il Conte Luna, che era anche la volontà del padre, e nel 1552, a Messina si celebrò il loro matrimonio. La coppia, dimorò dapprima a Palermo, poi a Trapani, ed infine a Bivona, presso un palazzo nei pressi dell'antico castello, dove diedero vita a una corte formata da personalità locali e da nobildonne spagnole. Tale parentela influì favorevolmente sull'ulteriore sviluppo del programma di reintegrazione del patrimonio familiare, da lui perseguito con numerosi processi.
Il 25 maggio 1554, con privilegio dato dall'imperatore Carlo V d'Asburgo, il Luna ricevette investitura del titolo di I duca di Bivona. Quello concesso dall'Imperatore asburgico al Luna fu il primo titolo di duca in Sicilia, e la relativa signoria di Bivona il primo feudo nell'isola elevato a rango ducale. Tali privilegi erano dovuti non tanto all'eccellenza del Luna, quanto al favore per la moglie Isabel e per la fedeltà del padre di lei, che fu Viceré di Sicilia dal 1547 al 1557. Grazie alla benevolenza goduta dalla duchessa, Sant'Ignazio acconsentì alle richieste della stessa e del Duca affinché venisse fondato a Bivona un collegio di Gesuiti, interamente finanziato dai due coniugi. Il collegio venne costruito tra il 1554 e il 1556, mentre la chiesa annessa, dedicata al culto di San Sebastiano, tra il 1554 e il 1587, e il Duca e la sua consorte elargirono allo scopo 13 000 scudi. La Duchessa Isabella morì a Sciacca nel 1558, a causa di complicazioni dovute ad un parto.
Nel 1563, il Duca di Bivona avanzò pretese sul ricco patrimonio lasciato da Diana Cardona de Luna, sua parente morta senza discendenti e uccisa nel 1559 dal marito Vespasiano Gonzaga Colonna, duca di Sabbioneta, ma il suo tentativo di impossessarsene provocò il malcontento e l'intervento del re Filippo II di Spagna, che il 23 giugno emanò un decreto con cui approvava il sequestro posto dalla Regia Corte sui beni contesi per evitare che i pretendenti venissero ad arma e incaricava gli Inquisitori di Sicilia di precisare a chi appartiene e dovrebbe essere dato possesso di detti Stati. La sua iniziativa si rivelò vana, poiché nel 1566, tali beni - che comprendevano il Marchesato di Giuliana, la Contea di Chiusa e le baronie di Burgio, Calatamauro e Contessa - furono assegnati a Caterina Cardona, sorella di Diana, sposata con Lorenzo Gioeni.
Nuovamente nominato vicario generale per Val di Mazara il 7 aprile 1563, l'incarico gli veniva confermato nell'anno successivo e nel 1568, 1570, 1573 e 1575; in tale ufficio il Duca di Bivona si adoperò sempre con solerzia per mantenere efficienti le difese delle coste affidate alla sua sorveglianza, riscuotendo anche la fiducia e l'approvazione del Duca di Terranova nel periodo in cui fu presidente del Regno. Alla difesa del Regno, partecipava anche concorrendo, fino al 1569, al mantenimento di due galere complete di equipaggi ed armamenti.
Morì a Caltabellotta nell'agosto del 1575.

### Matrimoni e discendenza
Pietro de Luna Salviati, I duca di Bivona, dalla prima consorte Isabel de Vega y Osório († 1558), figlia di Juan, signore del Grajal, sposata a messina nel 1552, ebbe quattro figlie:
- Aloisia, III duchessa di Bivona (1553-1620), che fu moglie di Cesare Moncada Pignatelli, II principe di Paternò;
- Blanca (1555 - ?), che fu moglie di Agostino Beccadelli di Bologna, barone di Partanna e di Menfi e signore di Palermo;
- Eleonora (1556 - ?), che fu moglie di Pietro de Marinis, signore di Gibellina.[6]
- Lucrezia (1558 - 1558), nata morta

Nel 1563, il Duca di Bivona si risposò con Ángela de la Cerda y Manuel († 1609), figlia di Juan, duca di Medinaceli, da cui ebbe un figlio, Giovanni, II duca di Bivona (1563-1592), che sposò Belladama Settimo Valguarnera, figlia di Carlo, marchese di Giarratana, da cui non ebbe discendenza.

## Ascendenza
|                                                    |                   |                                                         | Genitori                                              |  |  | Nonni |  |  | Bisnonni                                      |  |  | Trisnonni                                       |  |
|                                                    |                   |                                                         |                                                       |  |  |       |  |  | Sigismondo de Luna Cardona, conte di Sclafani |  |  | Antonio de Luna Peralta, conte di Caltabellotta |  |
|                                                    |                   |                                                         |                                                       |  |  |       |  |  | Sigismondo de Luna Cardona, conte di Sclafani |  |  | Antonio de Luna Peralta, conte di Caltabellotta |  |
|                                                    |                   | Beatrice Cardona Villena                                |                                                       |  |  |       |  |  | Sigismondo de Luna Cardona, conte di Sclafani |  |  |                                                 |  |
| Giovanni Vincenzo de Luna Rosso, conte di Sclafani |                   |                                                         |                                                       |  |  |       |  |  | Sigismondo de Luna Cardona, conte di Sclafani |  |  |                                                 |  |
|                                                    |                   | Beatrice Rosso Spadafora Branciforte                    | Tommaso Rosso Spadafora Porcu                         |  |  |       |  |  |                                               |  |  |                                                 |  |
|                                                    |                   | Beatrice Rosso Spadafora Branciforte                    | Tommaso Rosso Spadafora Porcu                         |  |  |       |  |  |                                               |  |  |                                                 |  |
|                                                    |                   | Beatrice Rosso Spadafora Branciforte                    | Giovannella Branciforte Gioeni                        |  |  |       |  |  |                                               |  |  |                                                 |  |
| Sigismondo de Luna Moncada                         |                   | Beatrice Rosso Spadafora Branciforte                    |                                                       |  |  |       |  |  |                                               |  |  |                                                 |  |
|                                                    |                   | Guglielmo Raimondo Moncada Ventimiglia, conte di Adernò | Giovanni Tommaso Moncada Sanseverino, conte di Adernò |  |  |       |  |  |                                               |  |  |                                                 |  |
|                                                    |                   | Guglielmo Raimondo Moncada Ventimiglia, conte di Adernò | Giovanni Tommaso Moncada Sanseverino, conte di Adernò |  |  |       |  |  |                                               |  |  |                                                 |  |
|                                                    |                   | Guglielmo Raimondo Moncada Ventimiglia, conte di Adernò | Raimondetta Ventimiglia Chiaramonte                   |  |  |       |  |  |                                               |  |  |                                                 |  |
| Diana Moncada e Moncada                            |                   | Guglielmo Raimondo Moncada Ventimiglia, conte di Adernò |                                                       |  |  |       |  |  |                                               |  |  |                                                 |  |
|                                                    |                   | Contissella Moncada Esfar                               | Antonio Moncada d'Aragona, conte di Caltanissetta     |  |  |       |  |  |                                               |  |  |                                                 |  |
|                                                    |                   | Contissella Moncada Esfar                               | Antonio Moncada d'Aragona, conte di Caltanissetta     |  |  |       |  |  |                                               |  |  |                                                 |  |
|                                                    |                   | Contissella Moncada Esfar                               | Estefania di Esfar                                    |  |  |       |  |  |                                               |  |  |                                                 |  |
| Pietro de Luna Salviati, duca di bivona            |                   | Contissella Moncada Esfar                               |                                                       |  |  |       |  |  |                                               |  |  |                                                 |  |
|                                                    | Giovanni Salviati | Alemanno Salviati                                       |                                                       |  |  |       |  |  |                                               |  |  |                                                 |  |
|                                                    | Giovanni Salviati | Alemanno Salviati                                       |                                                       |  |  |       |  |  |                                               |  |  |                                                 |  |
|                                                    | Giovanni Salviati | Caterina di Averardo de' Medici                         |                                                       |  |  |       |  |  |                                               |  |  |                                                 |  |
| Jacopo Salviati                                    | Giovanni Salviati |                                                         |                                                       |  |  |       |  |  |                                               |  |  |                                                 |  |
|                                                    |                   | Elena Gondi                                             | Simone Gondi                                          |  |  |       |  |  |                                               |  |  |                                                 |  |
|                                                    |                   | Elena Gondi                                             | Simone Gondi                                          |  |  |       |  |  |                                               |  |  |                                                 |  |
|                                                    |                   | Elena Gondi                                             | Maria Buondelmonti                                    |  |  |       |  |  |                                               |  |  |                                                 |  |
| Luisa Salviati de' Medici                          |                   | Elena Gondi                                             |                                                       |  |  |       |  |  |                                               |  |  |                                                 |  |
|                                                    |                   | Lorenzo de' Medici, signore di Firenze                  | Piero di Cosimo de' Medici, signore di Firenze        |  |  |       |  |  |                                               |  |  |                                                 |  |
|                                                    |                   | Lorenzo de' Medici, signore di Firenze                  | Piero di Cosimo de' Medici, signore di Firenze        |  |  |       |  |  |                                               |  |  |                                                 |  |
|                                                    |                   | Lorenzo de' Medici, signore di Firenze                  | Lucrezia Tornabuoni                                   |  |  |       |  |  |                                               |  |  |                                                 |  |
| Lucrezia di Lorenzo de' Medici                     |                   | Lorenzo de' Medici, signore di Firenze                  |                                                       |  |  |       |  |  |                                               |  |  |                                                 |  |
|                                                    |                   | Clarice Orsini                                          | Jacopo Orsini, signore di Monterotondo                |  |  |       |  |  |                                               |  |  |                                                 |  |
|                                                    |                   | Clarice Orsini                                          | Jacopo Orsini, signore di Monterotondo                |  |  |       |  |  |                                               |  |  |                                                 |  |
|                                                    |                   | Clarice Orsini                                          | Maddalena Orsini                                      |  |  |       |  |  |                                               |  |  |                                                 |  |
|                                                    |                   | Clarice Orsini                                          |                                                       |  |  |       |  |  |                                               |  |  |                                                 |  |